# Theridiosoma paludicola
Espèce
Synonymes
- Theridiosoma paludicolum Suzuki, Serita & Hiramatsu, 2020

Theridiosoma paludicola est une espèce d'araignées aranéomorphes de la famille des Theridiosomatidae.

## Distribution
Cette espèce est endémique du Japon. Elle se rencontre sur Honshū et Shikoku.

## Description
Le mâle holotype mesure 0,98 mm et la femelle paratype 1,64 mm.

## Publication originale
- Suzuki, Serita & Hiramatsu, 2020 : « Japanese spiders of the genus Theridiosoma (Araneae: Theridiosomatidae) with the description of four new species. » Acta Arachnologica, vol. 69, no 2, p. 133-150 (texte intégral).